# Maison des États de Düsseldorf

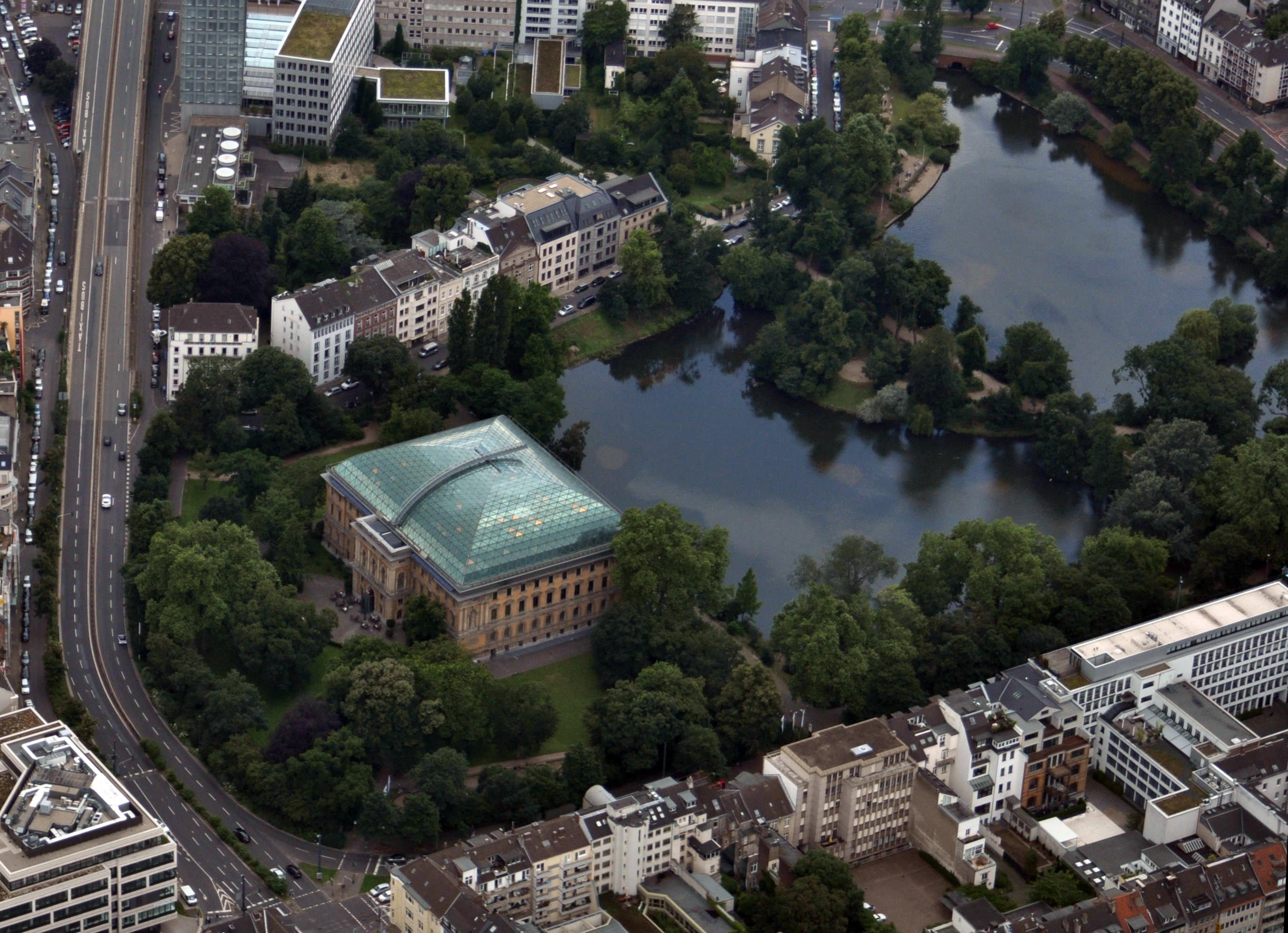
Vue depuis l'est.

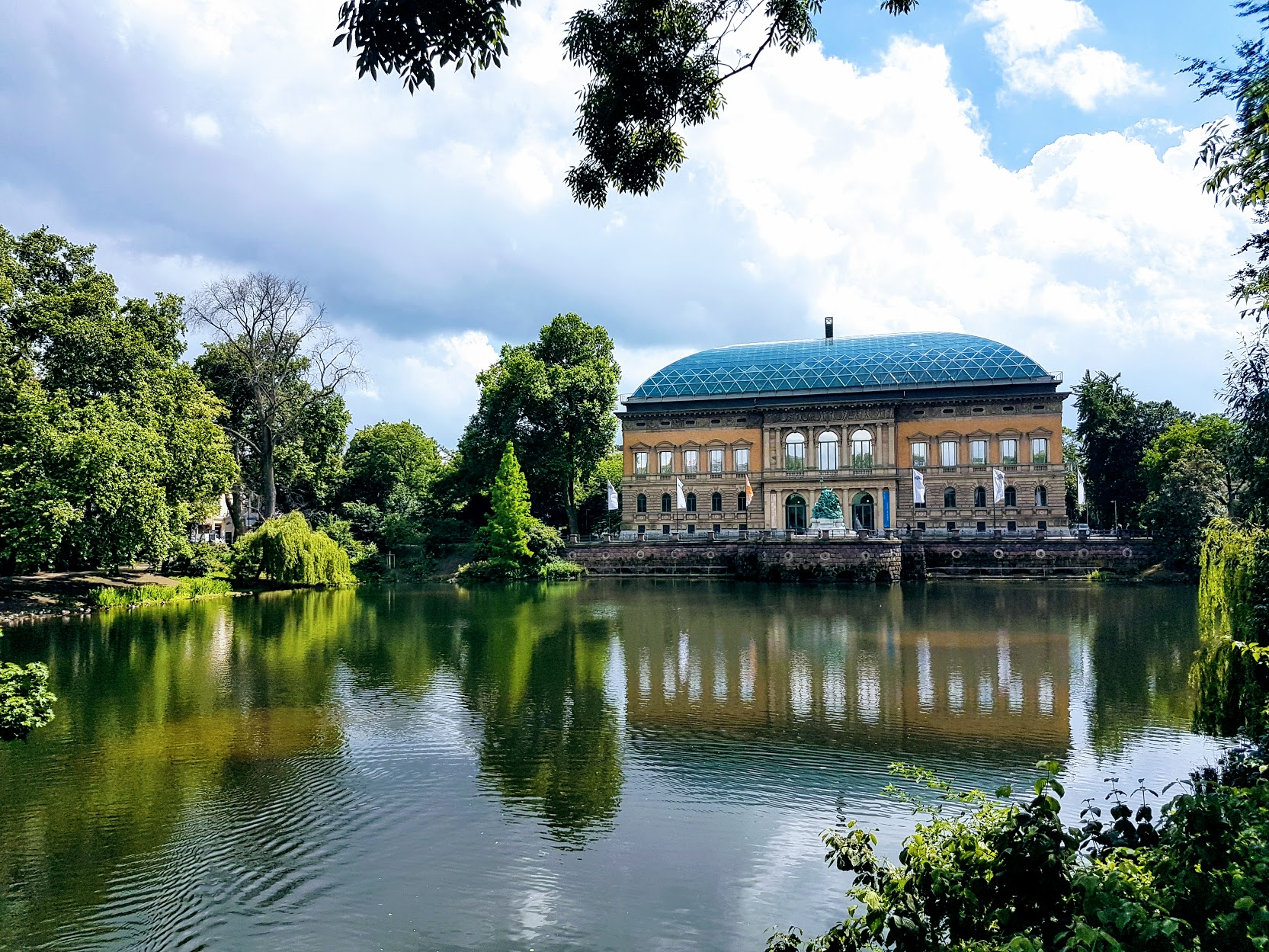
Avec le parc environnant.

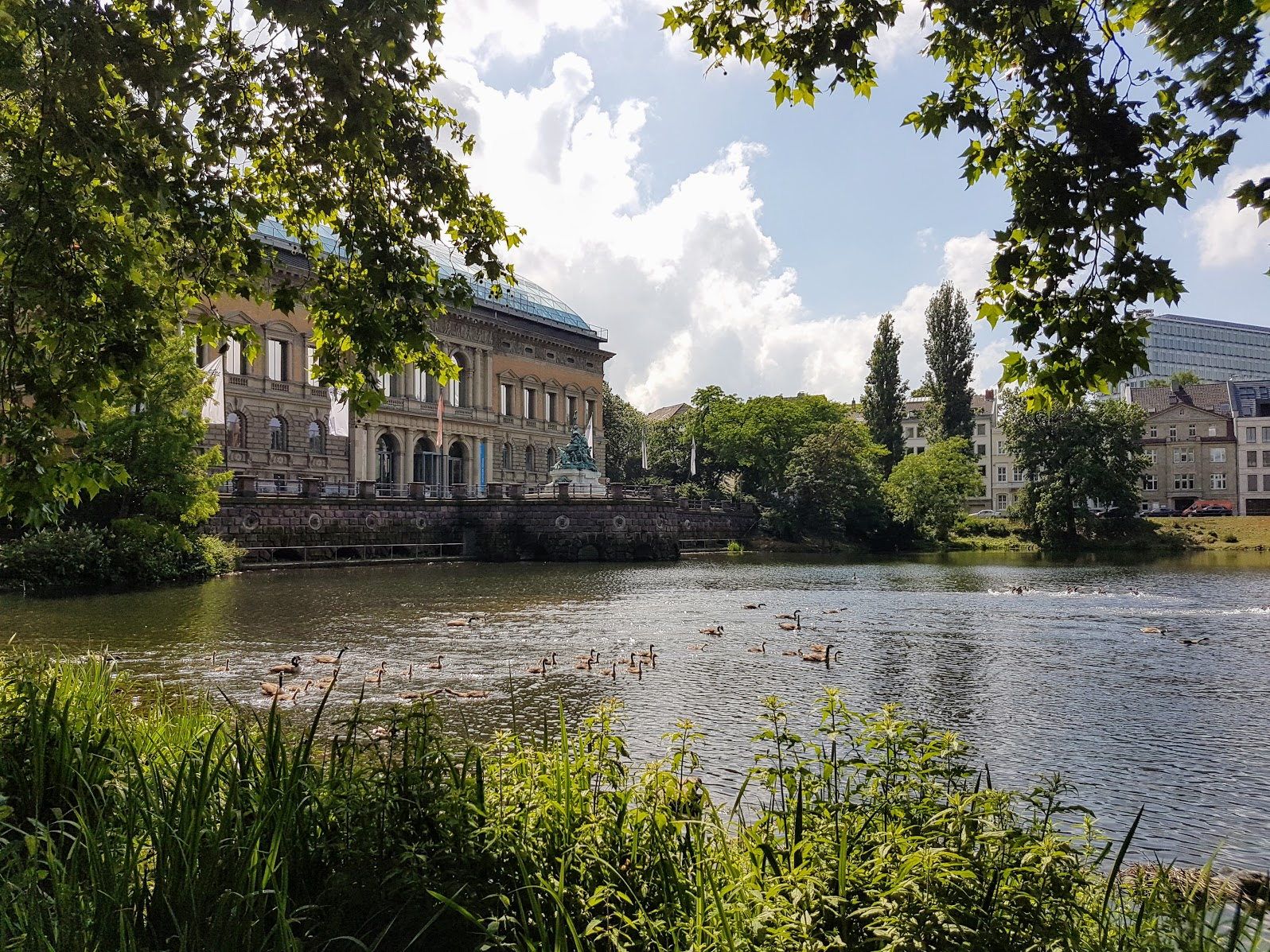
Le plan d'eau.

Le Maison des États, situé à Düsseldorf en Allemagne, était à l'origine le bâtiment du parlement provincial de Rhénanie prussienne de 1880 aux années 1930. De 1949 à 1988, il sert de lieu de conférence au parlement du Land de Rhénanie du Nord-Westphalie. C'est maintenant le lieu de l'exposition « K21 », abritant le département d'art contemporain de la collection d'art de Rhénanie du Nord-Westphalie.

## Histoire

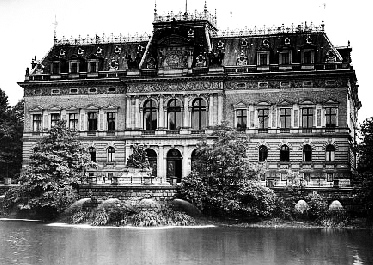
En 1904.

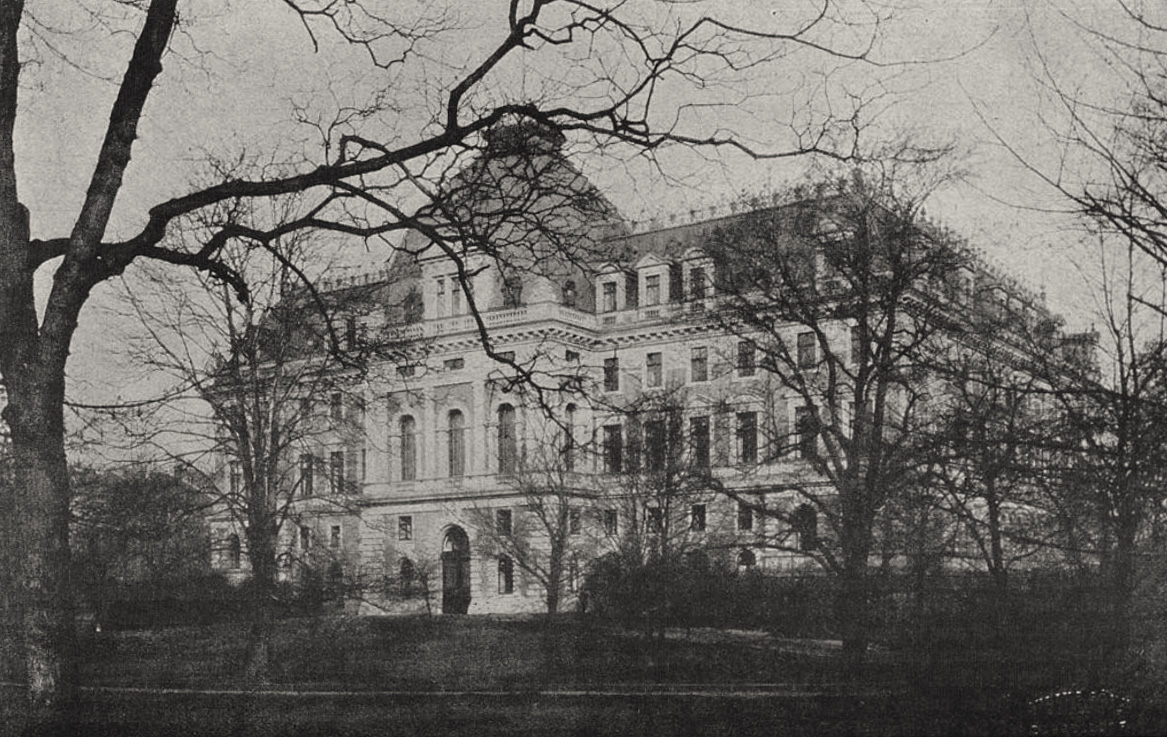
Vue de l'arrière, photo de Julius Söhn, 1913.

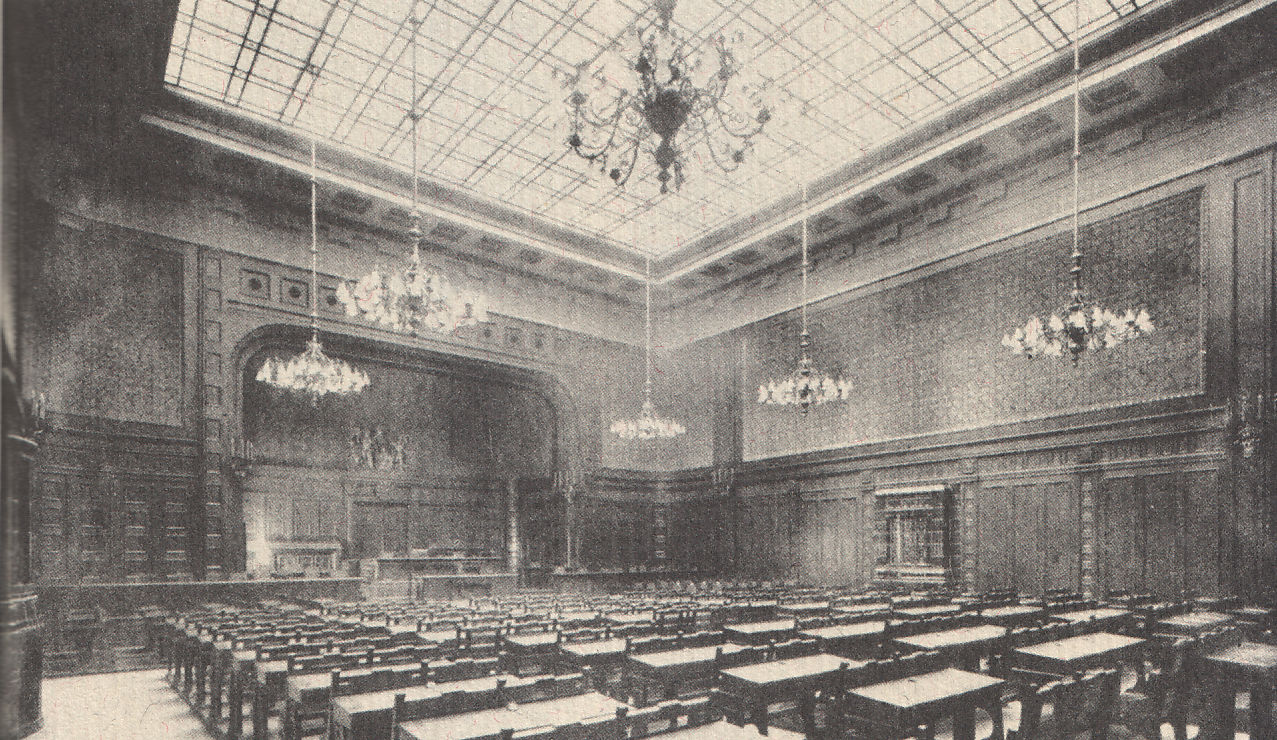
Salle parlementaire.

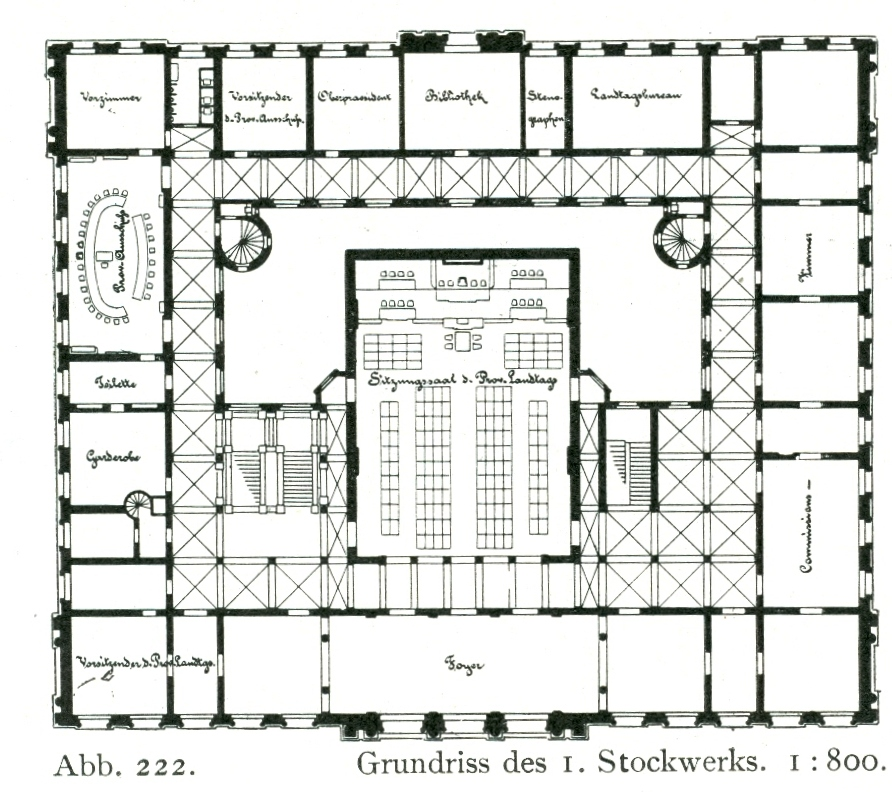
Plan

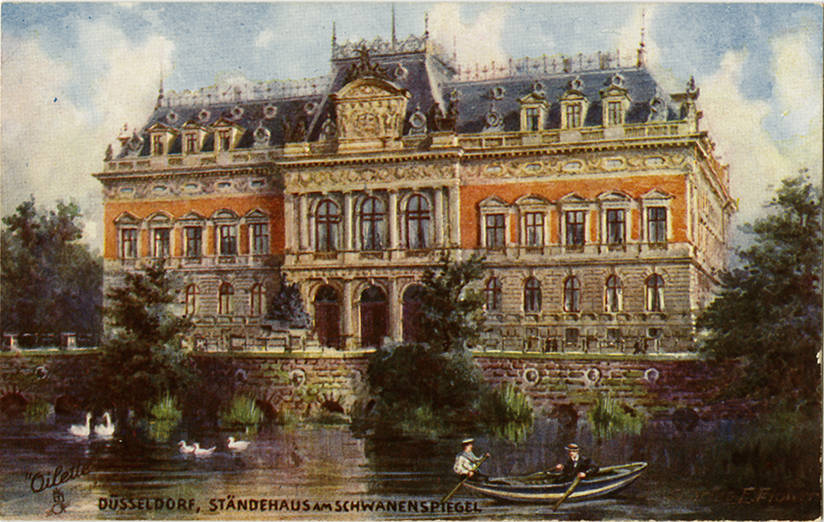
Carte postale, illustration par Charles E. Flower, 1911.

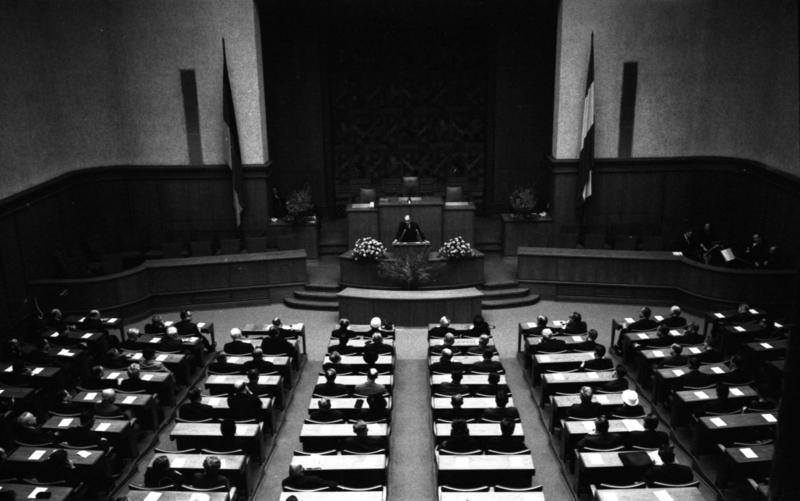
La salle plénière en 1968.

Le bâtiment se dresse sur le Kaiserteich (étang de l'Empereur), à l'ancienne limite de la forteresse de Düsseldorf, rasée à la suite du traité de Lunéville de 1801. Les espaces verts ont été aménagés sous Napoléon Bonaparte. Le directeur du jardin, Maximilian Weyhe, a ensuite utilisé les vestiges de la forteresse en 1835 pour aménager le Spee'sche Graben, les anciennes douves, et les terrasses.
Les Etats provinciaux prussiens, convoqués à partir de 1824, se sont réunis dans le Château de Düsseldorf jusqu'à son incendie en 1872. Le parlement provincial rhénan et l'administration provinciale rhénane proposèrent alors un nouveau bâtiment dans les espaces verts existants du Kaiserteich. En 1876, Julius Carl Raschdorff (1832–1914), qui devint plus tard le maître d'œuvre de la cathédrale de Berlin, remporta le concours d'architecture. Le Ständehaus fut construit entre 1876 et 1880 comme lieu de réunion du Parlement provincial rhénan et comme siège du parlement et de l'administration. La conception d'un complexe à quatre ailes avec une cour intérieure s'inspirait des palais de la Renaissance italienne. Le toit mansardé rappelait l'architecture française du XVIe siècle. Les entrées des façades nord et sud servaient de passage aux voitures.

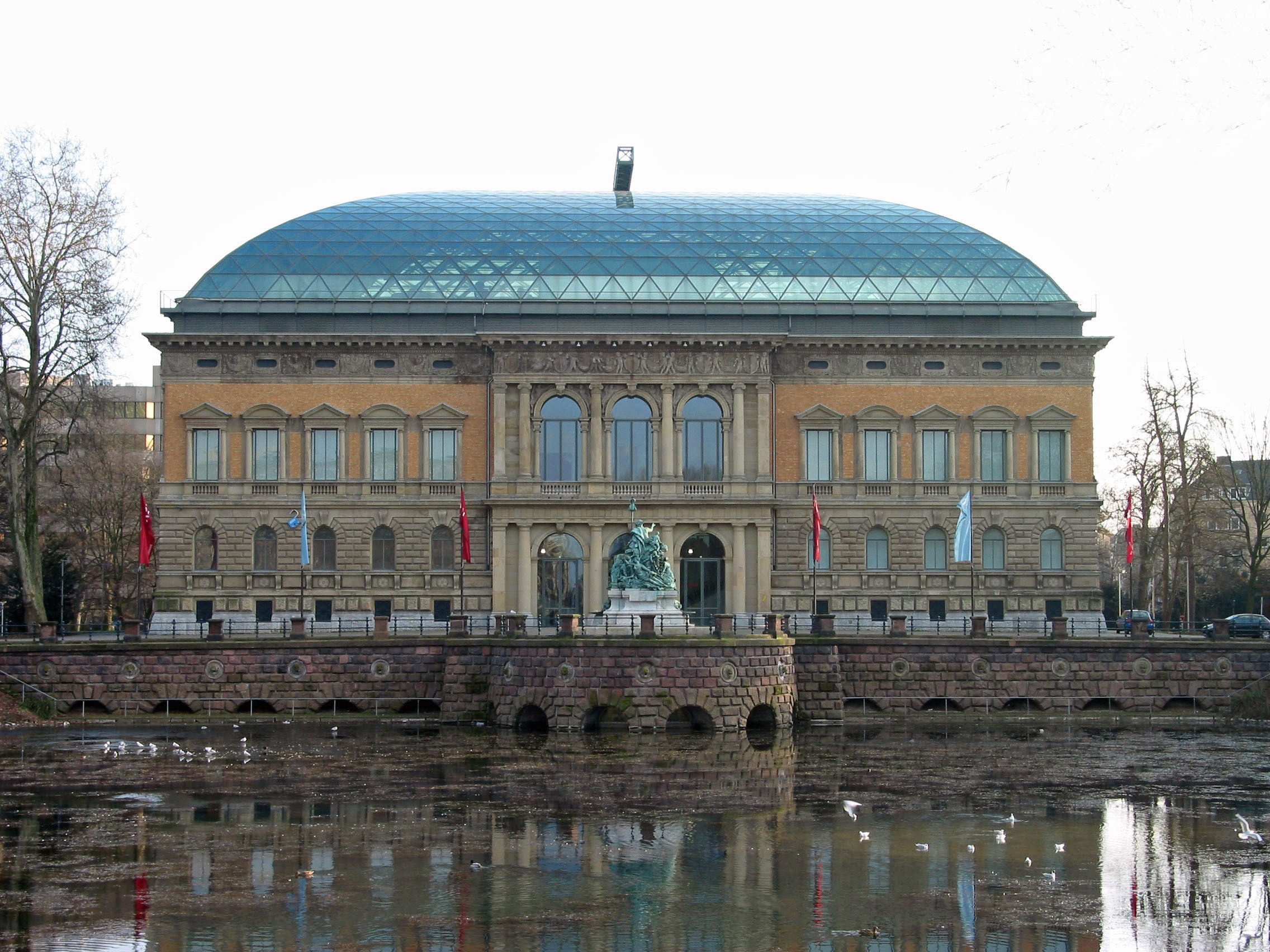
Le K21 dans le Ständehaus, vue extérieure de la façade nord
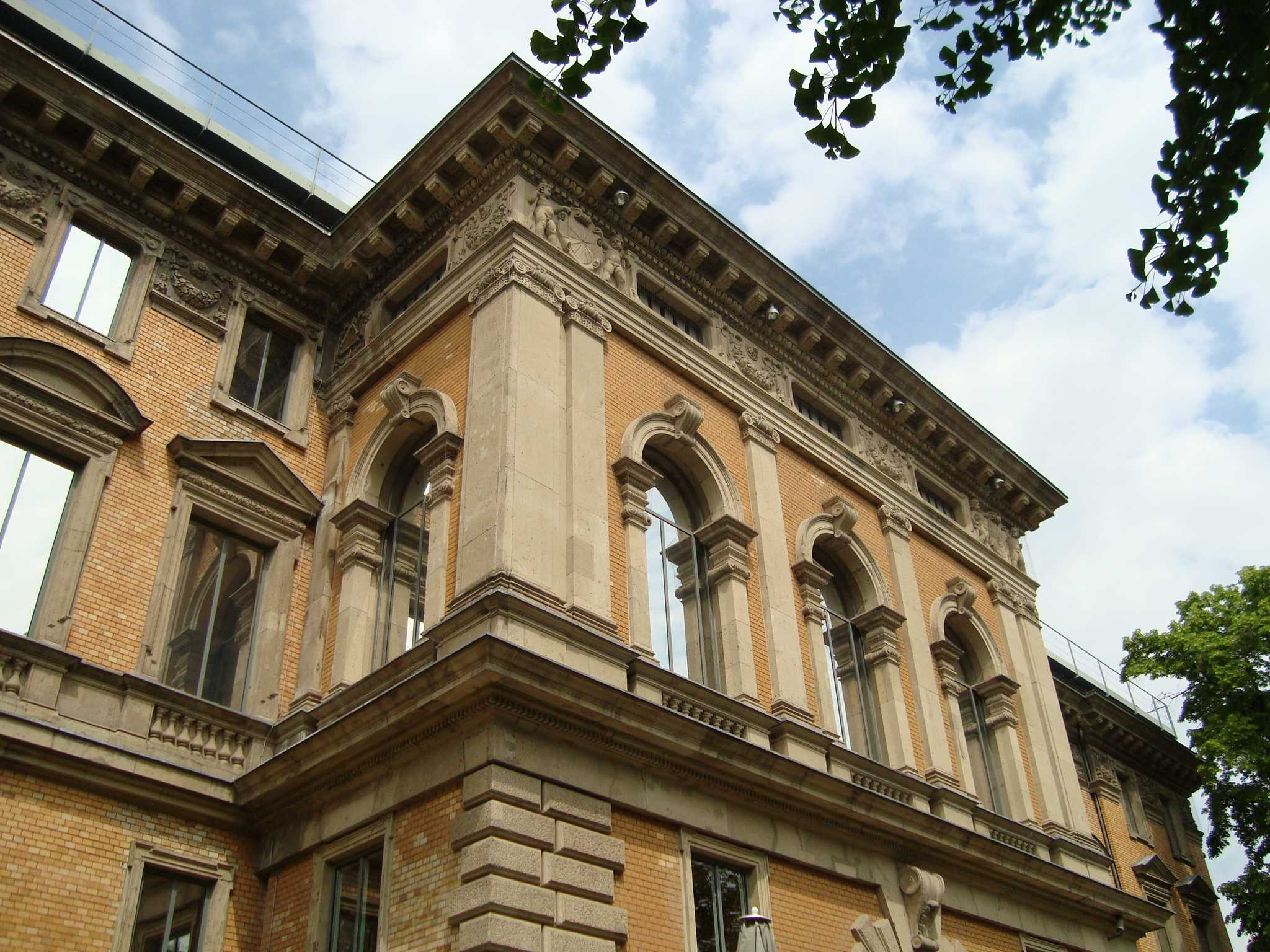
K 21, Estates House, façade sud, détail
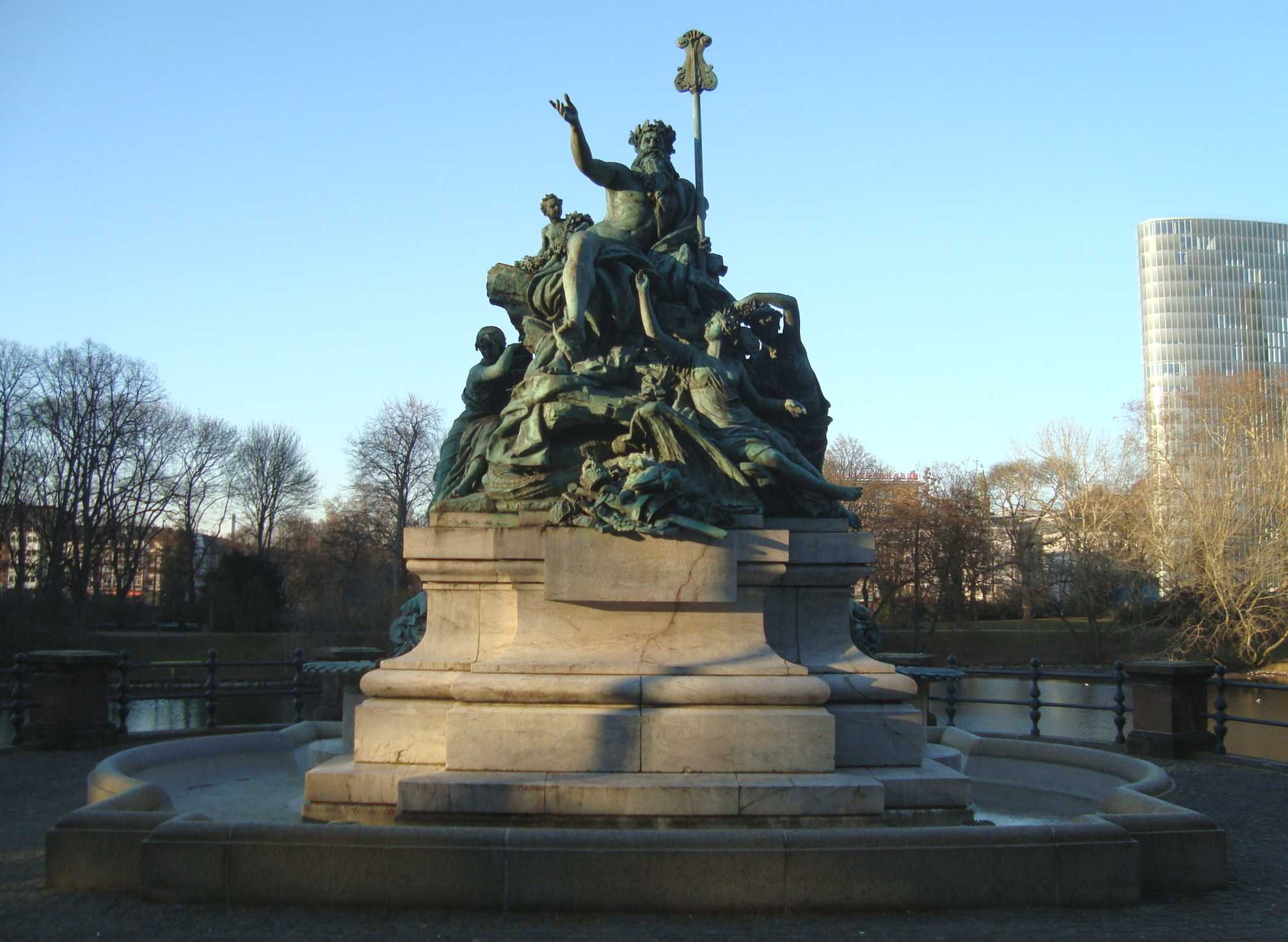
K 21, sculpture-fontaine devant la façade nord : Père Rhin et ses filles (de), 1897

Lorsque l'empereur Guillaume Ier et l'impératrice Augusta visitèrent la Ständehaus en 1884, les sculpteurs Karl Janssen et Josef Tüshaus conçoivent pour l'intérieur « Père Rhin et ses filles (de) ». Le groupe de personnages en plâtre fut réalisé en bronze en 1897 sous forme de fontaine et placé devant la façade nord.
Des agrandissements furent réalisés dès 1895, puis de 1911 à 1913 par l'architecte Hermann vom Endt. En 1943, le Ständehaus est détruit par les bombardements alliés, hormis les murs extérieurs. Lors de la reconstruction en 1947-49, Hans Schwippert remplace le toit en mansarde par un étage supplémentaire situé en retrait, et pour des raisons de capacité, prolonge la salle plénière vers le côté intérieur sud, de sorte que le caractère original de la cour intérieure du bâtiment est perdu.
Le premier parlement élu du Land de Rhénanie du Nord-Westphalie s'y réunit le 15 mars 1949. Le Ständehaus sert de siège au parlement jusqu'en 1988, date à laquelle le nouveau bâtiment parlementaire est édifié sur le Rhin. Le bâtiment reste vide pendant plusieurs années, est utilisé pour des tournages et doit finalement être entièrement rénové.

## Conversion en "K21"
En 1996, le bureau d'architecture munichois Kiessler+Partner présente une étude de faisabilité, selon laquelle le Ständehaus se prêtait à devenir la branche de la collection d'art de Rhénanie du Nord-Westphalie et un espace pour des manifestations régionales. La rénovation complète commence en 1996. On a mis l'accent sur trois éléments :
1. La salle plénière, qui a été agrandie à plusieurs reprises dans toutes les phases de construction, a été réduite à ses dimensions d'origine de 1880. La structure du bâtiment de Raschdorff est restaurée en un complexe à quatre ailes avec des pièces environnantes, des galeries et une cour intérieure. Les murs et les plafonds uniformément blancs valorisent les éléments historiques préservés tels que l'escalier et les doubles colonnes.

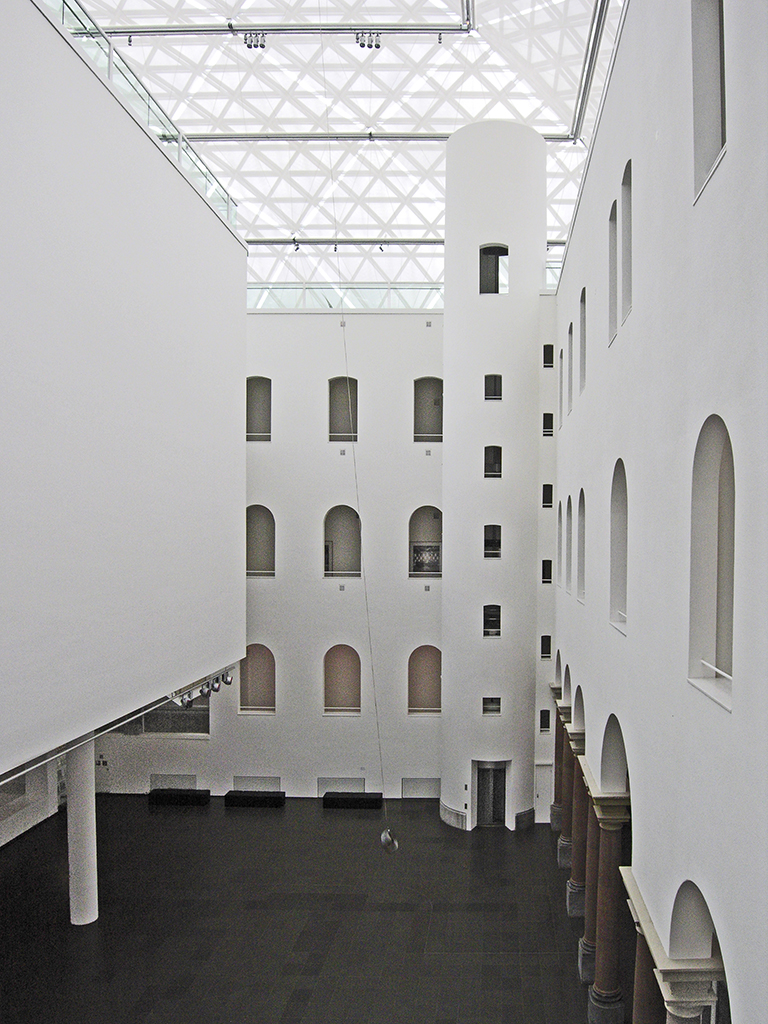
K21, vue intérieure du foyer.
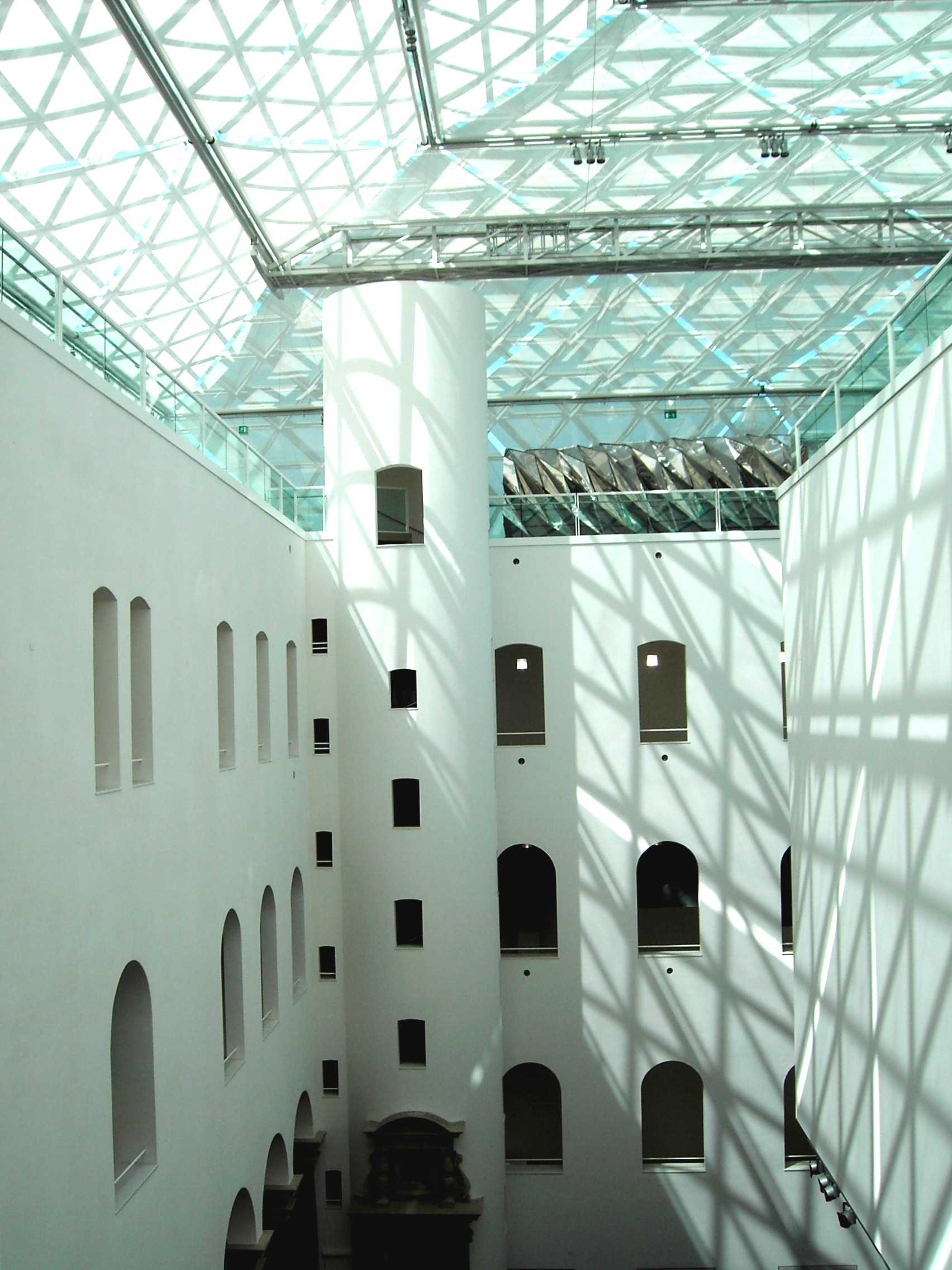
K 21, vue intérieure.
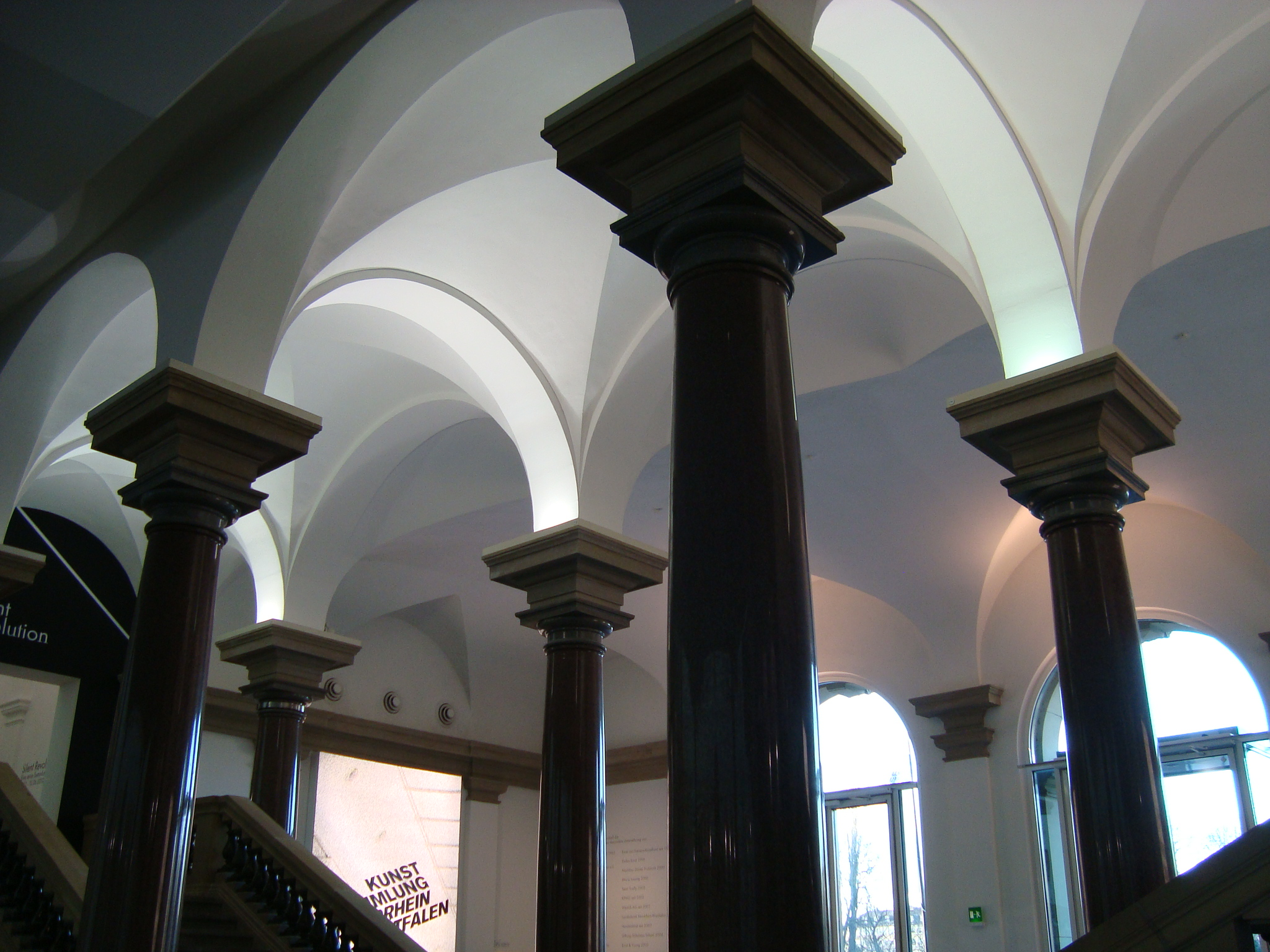
K 21, colonnes historiques au rez-de-chaussée.
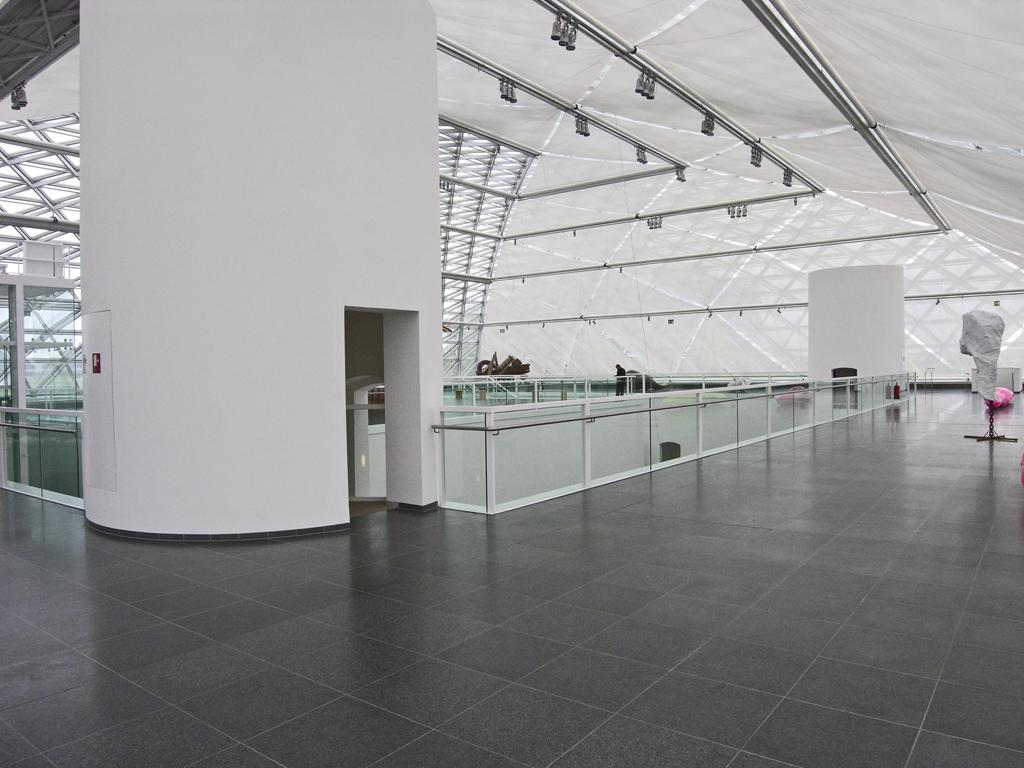
K21, grenier.

2. Les architectes ont remplacé la construction de toit discordante de Hans Schwippert par un dôme de verre et d'acier qui s'étend sur tout le bâtiment. Ses dimensions sont basées sur le toit Raschdorff d'origine. Un espace d'exposition spacieux et lumineux a été créé au dernier étage, dans lequel des sculptures de grand format peuvent être présentées. La salle du dôme offre également une large vue sur la ville de Düsseldorf. La lumière du jour entrant par le dôme de verre déploie un jeu différencié d'ombre et de lumière. donnant à l'intérieur l'impression d'une piazza méridionale.
3. On crée sous le bâtiment une grande salle d'exposition souterraine, de plus de 6 m de haut, qui offre des possibilités de présentation différentes des salles en enfilade des autres étages. Des expositions temporaires y sont organisées. Au nord, la zone s'étend jusqu'au Kaiserteich. Les hublots permettent une vue sur l'extérieur et sous la surface de l'eau.

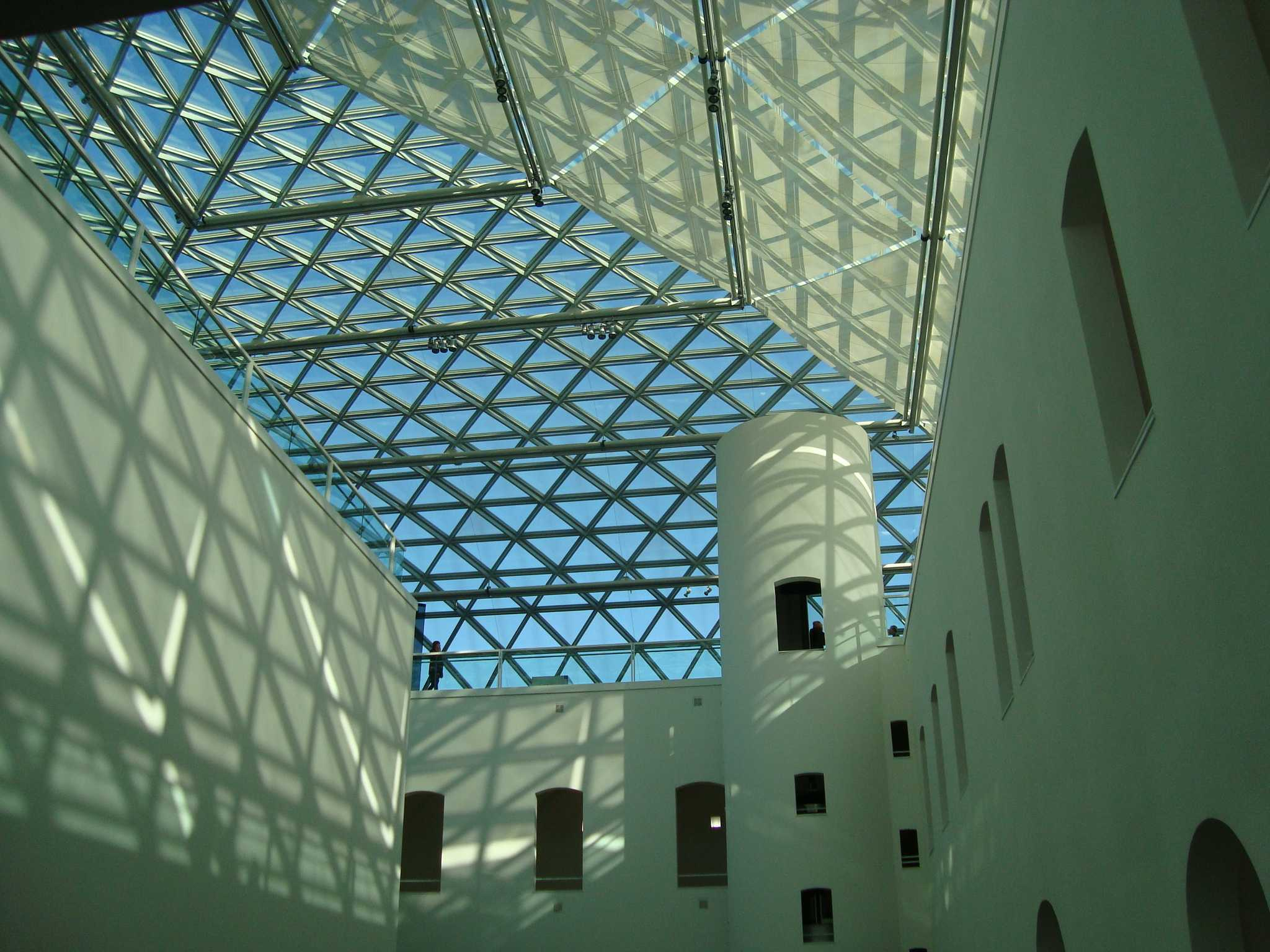
K 21, vue intérieure.
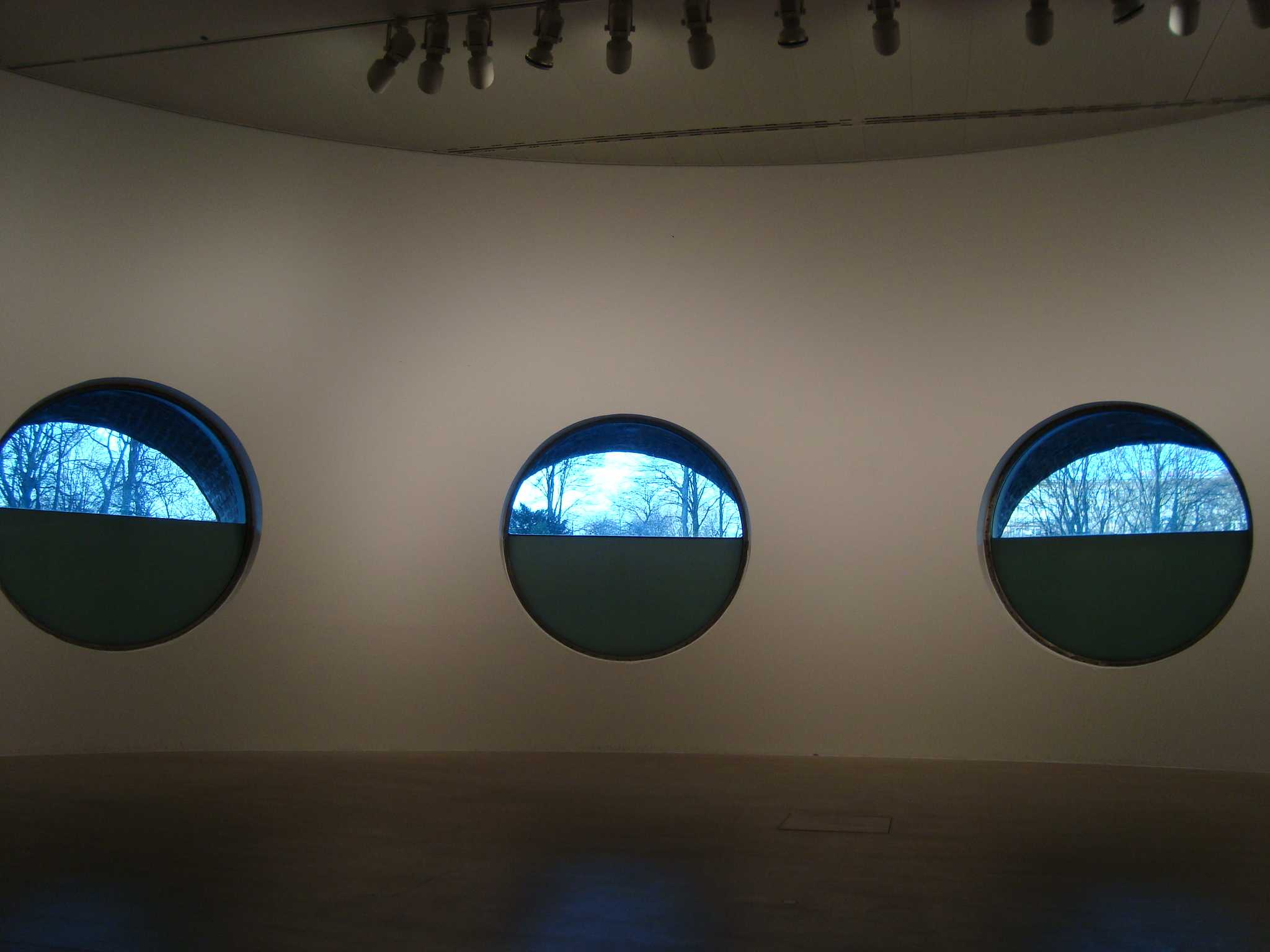
K 21, sous-sol, vue extérieure (Kaiserteich).
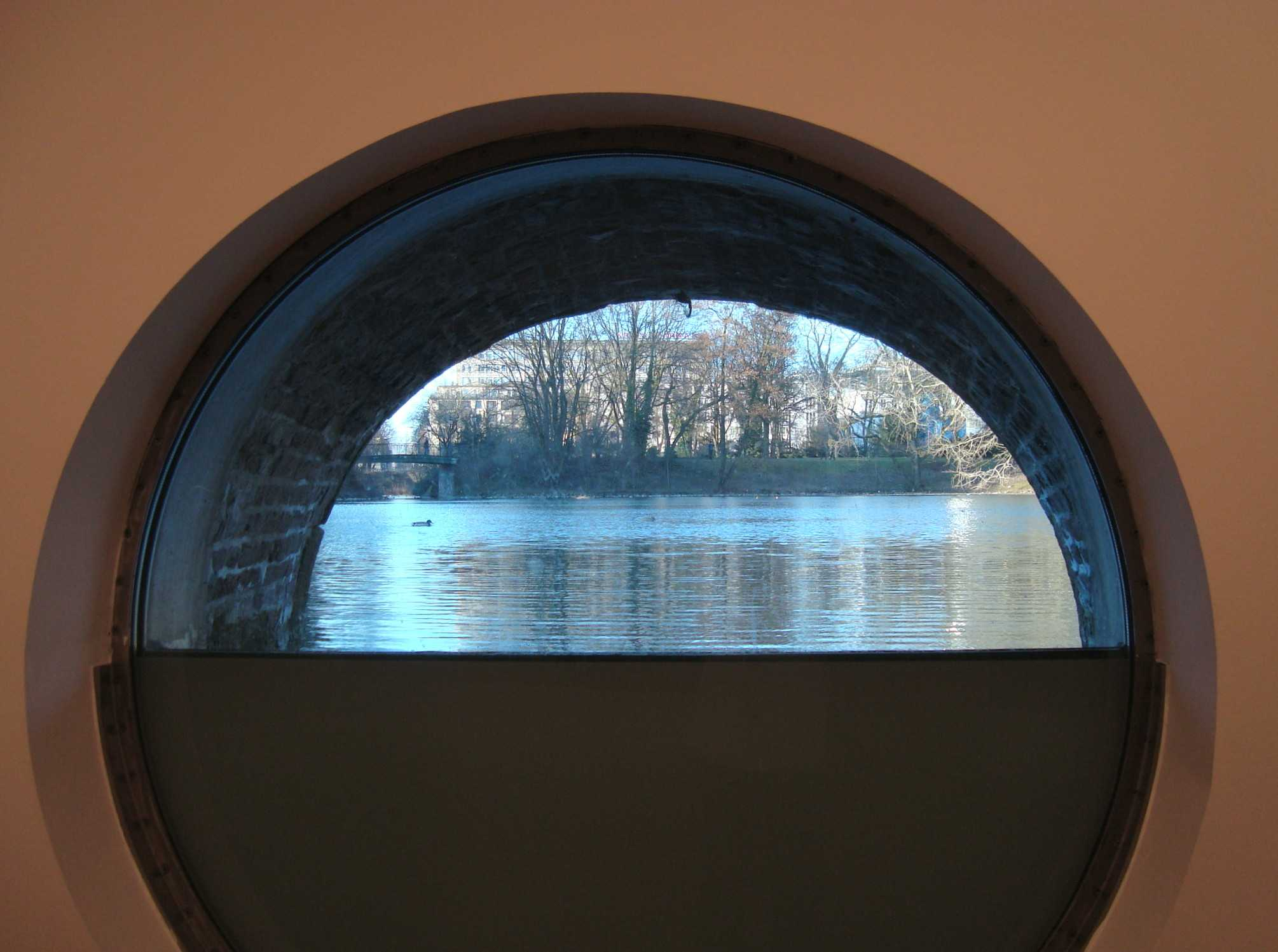
K 21, sous-sol, vue extérieure (Kaiserteich).
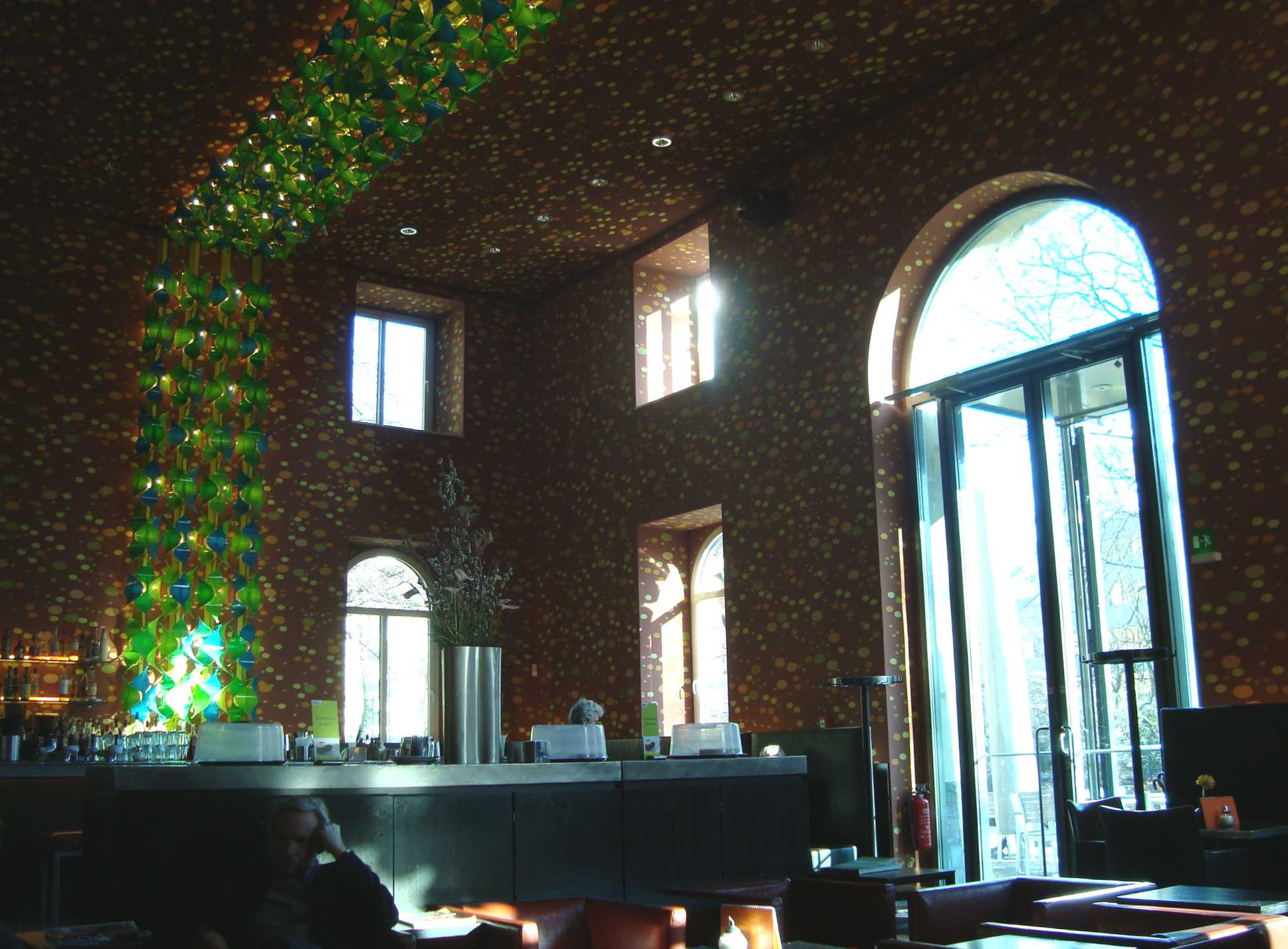
K 21, bar du Kaiserteich.

Outre le dôme rénové, la façade extérieure historique est préservée. La rénovation est achevée en 2001. Le cubano-américain Jorge Pardo conçoit le bar du Kaiserteich au rez-de-chaussée de la maison avec des peintures murales et une installation lumineuse. Le Ständehaus est inauguré comme musée le 18 avril 2002 par le président fédéral de l'époque, Johannes Rau, ancien Premier ministre de Rhénanie du Nord-Westphalie. Il est ouvert au public le 21 avril 2002 sous le nom de K 21, e'n tant que branche de la collection d'art de Rhénanie du Nord-Westphalie K 20 à Grabbeplatz.
Certaines sculptures d'artistes contemporains sont installées dans le parc.

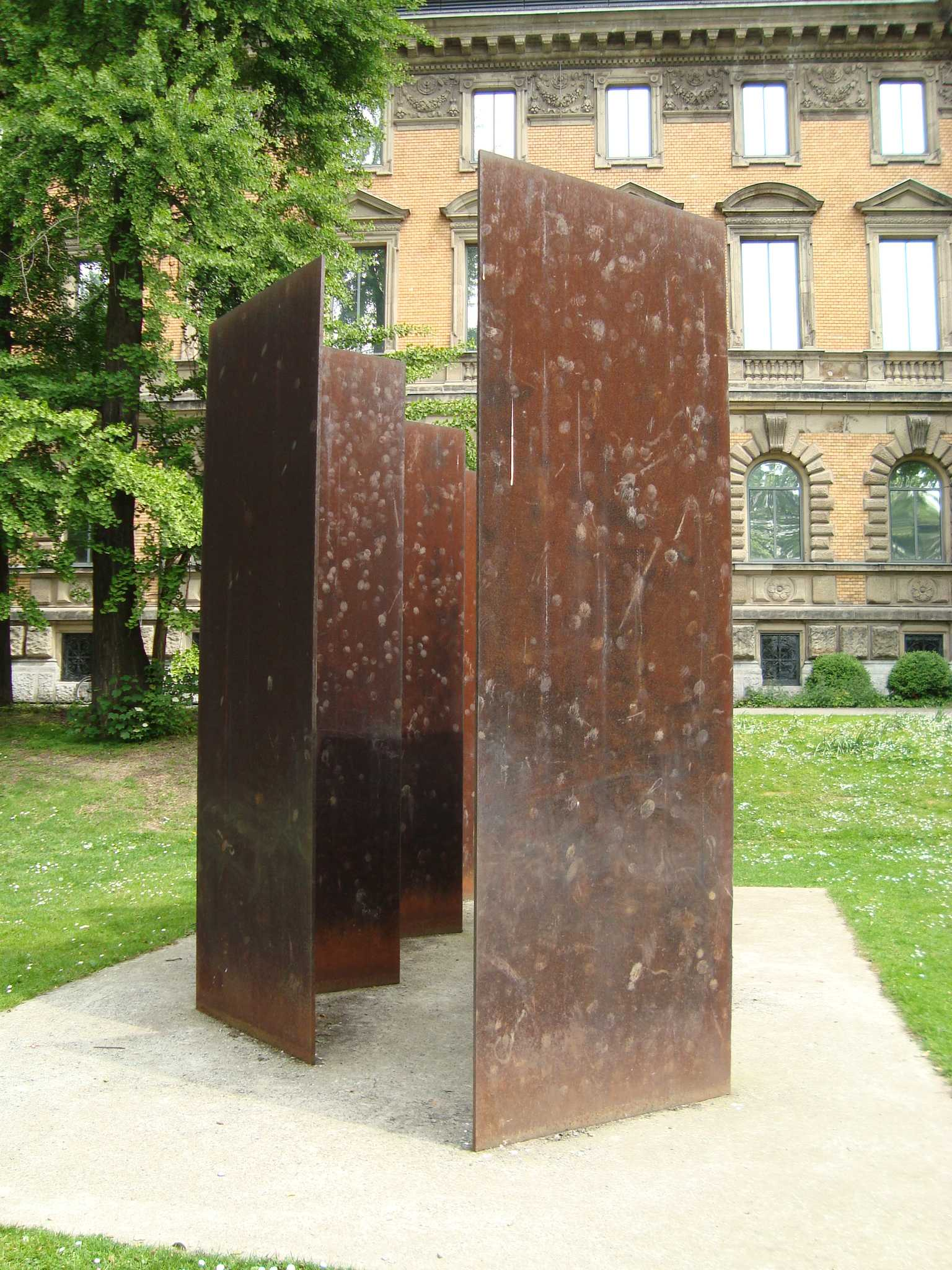
Barnett Newman, Zim Zum II, 1969/1985.
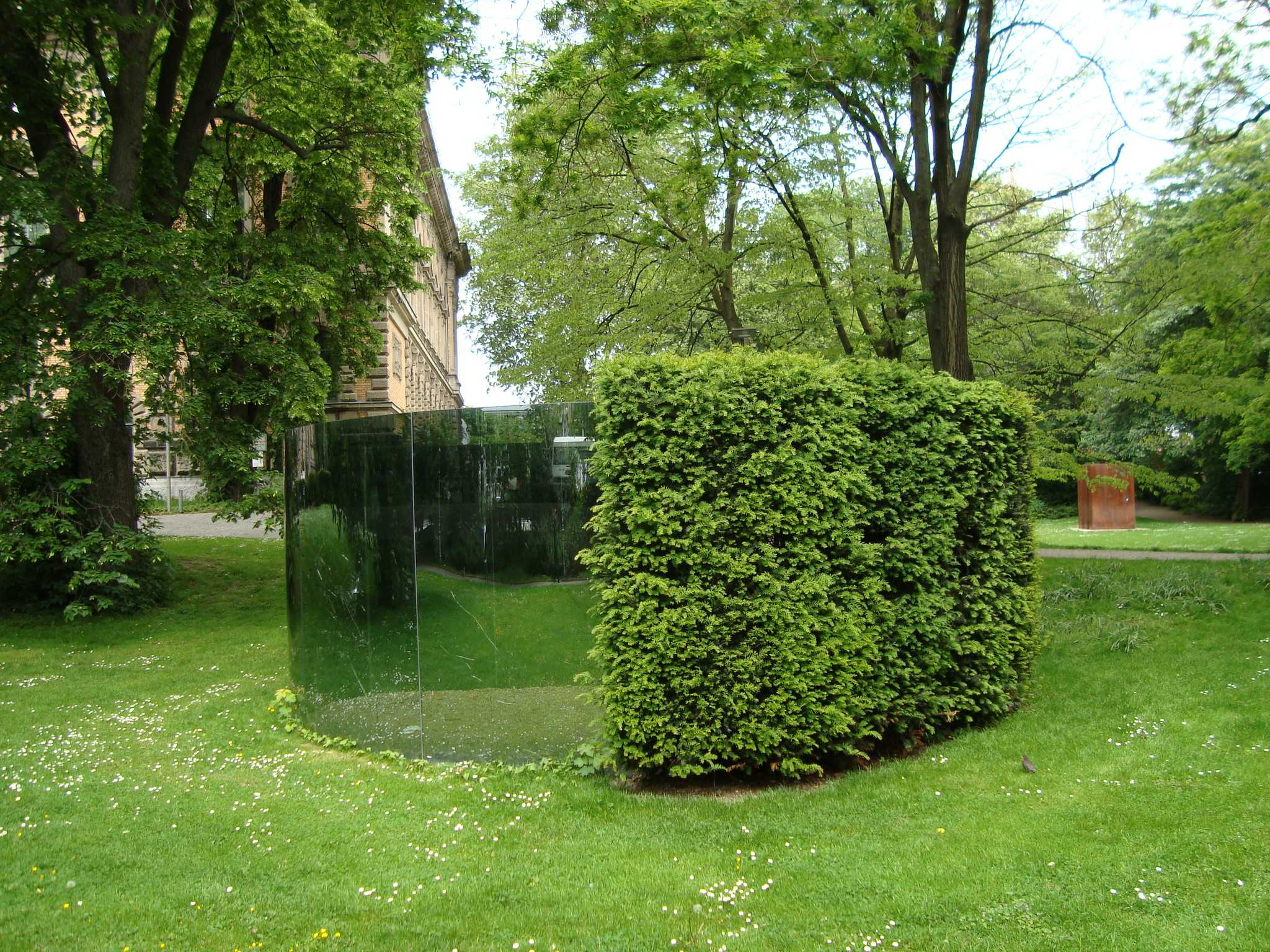
Dan Graham, Two-Way Mirror Hedge, Almost Complete Circle, 2001.
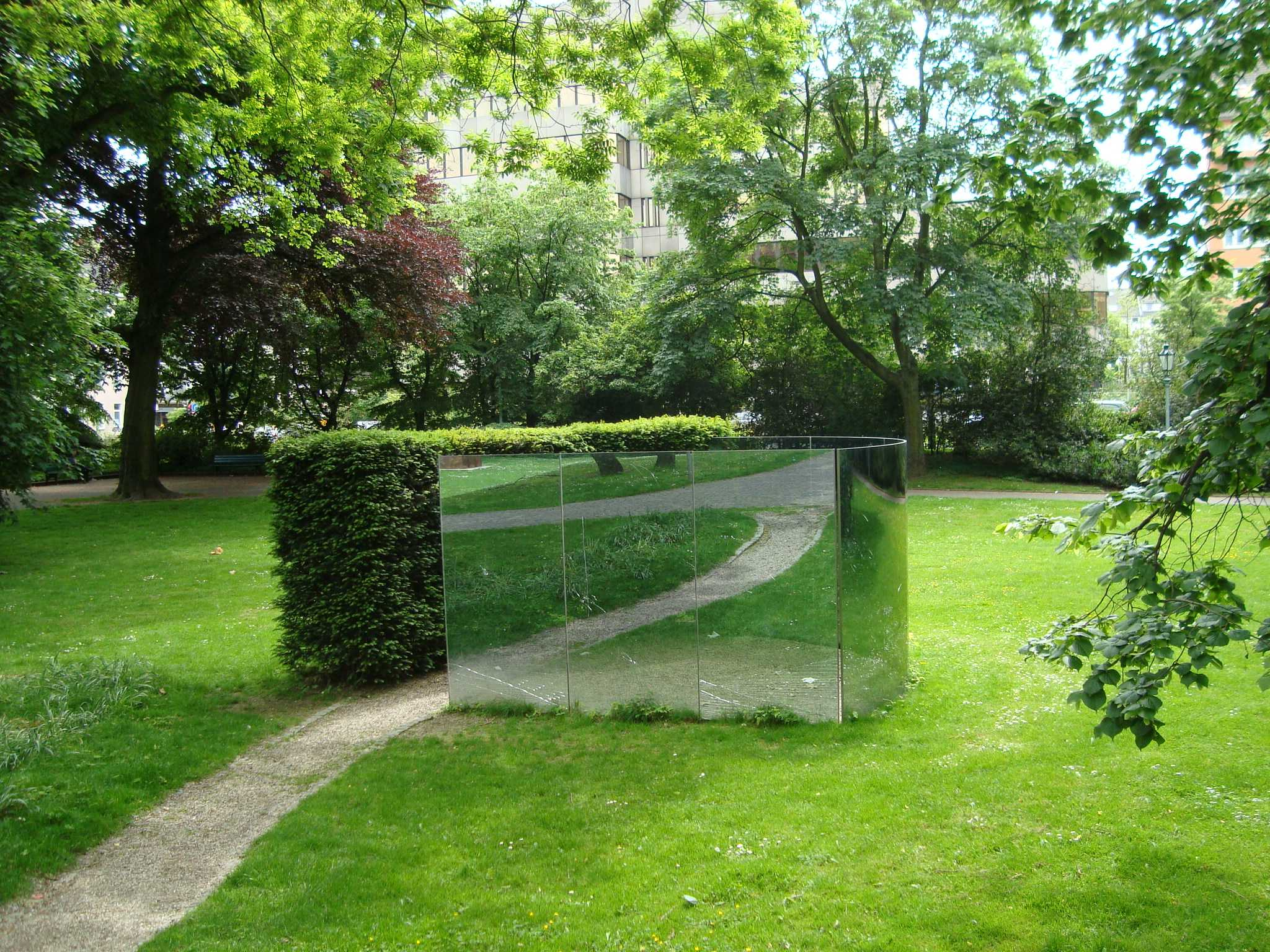
Dan Graham, Two-Way Mirror Hedge, Almost Complete Circle, 2001.
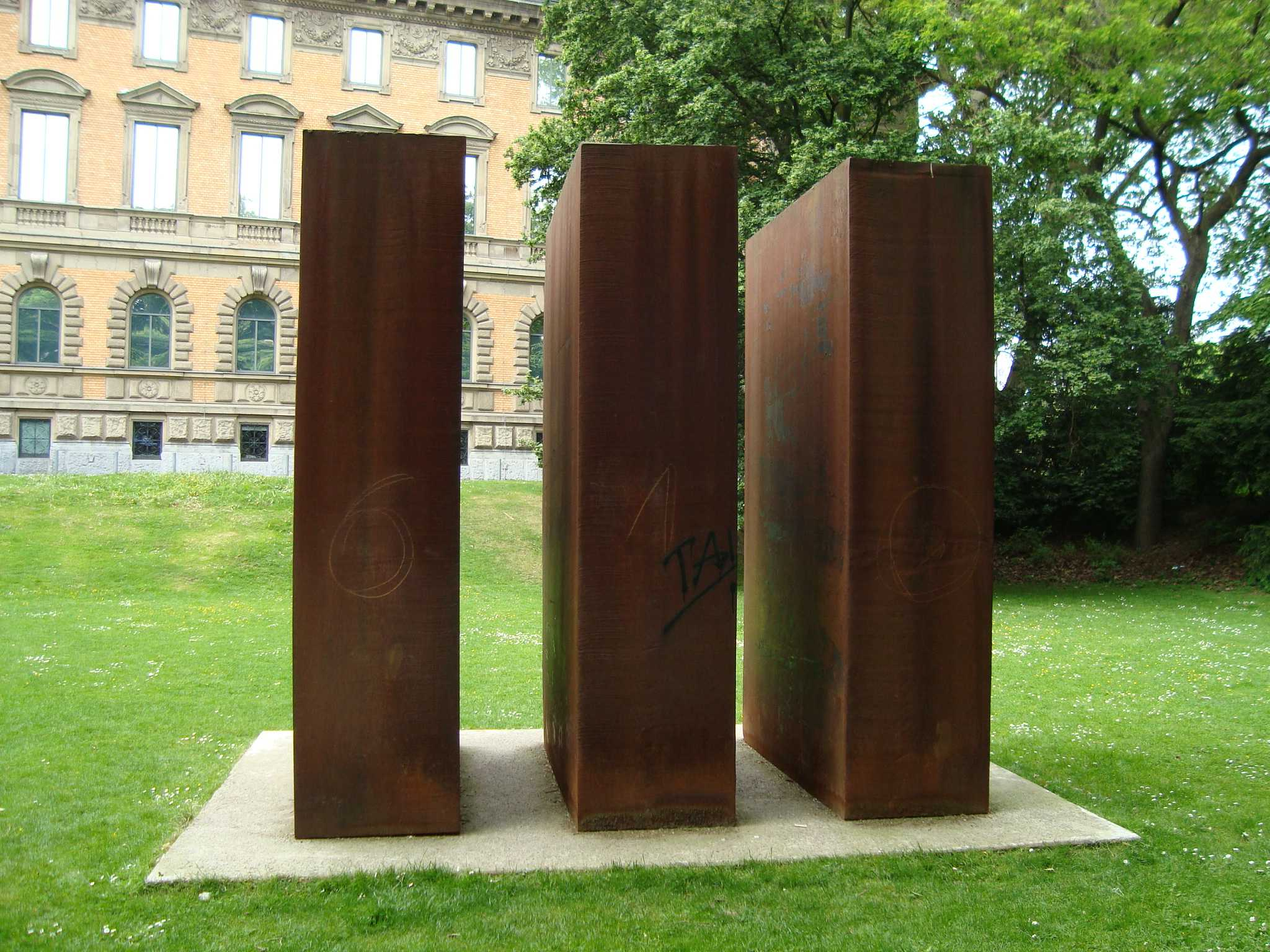
Alf Lechner, Espaces 2001.